# 서순라길
서순라길(西巡邏길, Seosulla-gil)은 서울특별시 종로구 종로3가 45-4에서 권농동 26까지를 잇는 도로다. 도로명은 종묘를 순찰하는 순라청이 있었고 그 서쪽에 위치 하므로 서순라길로 붙여졌다.

## 연혁
- 2010년 7월 2일 : 종로구 도로명 주소 고시

## 주요 경유지
서울특별시
- 종로구 (종로3가 - 봉익동 - 권농동)

## 노선
| 교차로 | 접속 노선 | 소재지 | 소재지          | 비고             |
| ------ | --------- | ------ | --------------- | ---------------- |
|        | 종로      | 종로구 | 종로1.2.3.4가동 | 교차로 이름 없음 |
|        | 율곡로    | 종로구 | 종로1.2.3.4가동 | 교차로 이름 없음 |